# Salut (album)
Pour les articles homonymes, voir Salut.
Albums de Michel Sardou
Les Grands Moments Bercy 98
Salut est le vingt et unième album studio de Michel Sardou, enregistré au studio Guillaume Tell et paru chez Tréma le 12 octobre 1997. Cet album est le premier disque français dont le son a été mixé avec le procédé Dolby Surround.
Le disque, certifié double disque de platine, s'est vendu à plus de 750 000 exemplaires et précède une tournée, Bercy 98, qui remporte la Victoire de la musique du plus grand nombre de spectateurs réunis (près de 580 000).

## Autour de l'album
- Référence originale : Tréma 710 770[2]

### Ultime collaboration avec Jacques Revaux
Cet opus marque la fin de la collaboration du tandem Sardou-Revaux (Sardou participe à l'écriture de tous les morceaux et Revaux participe à la composition de tous les morceaux). Les albums suivants seront principalement réalisés avec Michel Fugain (Français, 2001), Didier Barbelivien (Du plaisir, 2004) ou J. Kapler (Être une femme 2010, 2010).

### Titres principaux
L'album contient Mon dernier rêve sera pour toi, chanson sur laquelle participent Johnny Hallyday et Eddy Mitchell en tant que choristes, sur un texte signé Didier Barbelivien.
L'autre succès et second tube extrait de ce disque est Salut, chanson qui rend hommage à son public pour sa fidélité depuis près de trente ans. Elle possède quelques clins d'œil à l'œuvre de Barbara Ma plus belle histoire d'amour (« ma seule histoire d'amour, c'est vous »), chanteuse décédée quelques semaines plus tard (le 24 novembre 1997). La chanson est constamment reprise dans chaque concert ayant suivi sa parution.
Il comporte également des succès d'estime[réf. nécessaire], comme S'enfuir et après, qui souligne qu'où que l'on aille, notre histoire et nos chagrins nous suivent, ou Je m'en souviendrai sûrement, qui correspond à un bilan intime de la vie du chanteur.

## Fiche technique

### Liste des titres
| No  | Titre                            | Paroles                            | Musique                                | Durée |
| --- | -------------------------------- | ---------------------------------- | -------------------------------------- | ----- |
| 1.  | Je m'en souviendrai sûrement     | Michel Sardou                      | Jacques Revaux                         | 4:14  |
| 2.  | La Défensive                     | Michel Sardou - Jean-Loup Dabadie  | Jacques Revaux                         | 3:02  |
| 3.  | Mon dernier rêve sera pour toi   | Michel Sardou - Didier Barbelivien | Jacques Revaux                         | 3:56  |
| 4.  | Casino                           | Michel Sardou                      | Jacques Revaux                         | 3:49  |
| 5.  | S’enfuir et après                | Michel Sardou                      | Jacques Revaux                         | 3:13  |
| 6.  | T’es mon amie, t’es pas ma femme | Michel Sardou - Jean-Loup Dabadie  | Jacques Revaux                         | 4:19  |
| 7.  | Tu te reconnaîtras               | Michel Sardou                      | Jacques Revaux - Michel Sardou         | 4:16  |
| 8.  | C'est pas du Brahms              | Michel Sardou - Laurent Chalumeau  | Jacques Revaux - Jean-Pierre Bourtayre | 4:22  |
| 9.  | Pleure pas Lola                  | Michel Sardou - Jean-Loup Dabadie  | Jacques Revaux                         | 3:09  |
| 10. | Une femme s’élance               | Michel Sardou - Jean-Loup Dabadie  | Jacques Revaux                         | 3:56  |
| 11. | Salut                            | Michel Sardou - Jean-Loup Dabadie  | Jacques Revaux - Jean-Pierre Bourtayre | 6:16  |

### Musiciens
- Arrangements : Roger Loubet (titres 1, 2, 4, 5, 8, 9 et 11), Florent Bidoyen (titres 1, 3, 4 et 6 à 9), Jacques Revaux (titres 1 à 4 et 6 à 11), Michel Bernholc (titres 3 et 10) et Bruno Mylonas (titre 9)
- Programmation synthétiseurs : Florent Bidoyen (Titres 1, 3 à 11), Roger Loubet (Titres 2, 5 et 11), J.Vie (Titres 3 et 10) et Bruno Mylonas (Titres 7 et 9)
- Synthétiseurs : Roger Loubet (Titres 2, 4, 5, 8 et 11), Florent Bidoyen (Titre 8) et Michel Bernholc (Titre 10)
- Piano : Roger Loubet (Titre 5, 7 et 11) et Jean-Yves D'Angelo (Titres 8 et 9)
- Synthétiseurs et séquences : Michel Bernholc (Titre 3)
- Drums : Marcello Surace
- Percussions : François Constantin
- Basse : Roberto Briot
- Guitares électriques : Hugo Ripoll
- Guitare solo : Patrice Tison
- Trombones : Bernard Camoin, Alex Perdigon, J.M. Welch
- Trompettes : Jacques « Kako » Bessot, Éric Jausserand, A. Russo
- Saxophones : Patrick Bourgoin et Michel Gaucher
- Saxophone solo : Michel Gaucher (titres 3 et 8)
- Accompagnement du London Symphony Orchestra (titre 5)
- Chœurs : Jean-Jacques Fauthoux, Olivier Constantin, Valérie Höhn, Florence Martinet, Brigitte Venditti / Johnny Hallyday et Eddy Mitchell (titre 3)

### Équipe technique et production
- Prise de son et mixages : Bruno Mylonas (titres 1 à 11), Roland Guillotel (cuivres uniquement, titres 1, 3, 4, 6, 8, 10 et 11) et R. Sanguinetti (chœurs uniquement, titres 1, 4, 6 à 8, 10 et 11)
- Assistant : S. Briand
- Production et réalisation : Jacques Revaux